# Joel Franz Rosell
 (novembre 2015).
Si vous disposez d'ouvrages ou d'articles de référence ou si vous connaissez des sites web de qualité traitant du thème abordé ici, merci de compléter l'article en donnant les références utiles à sa vérifiabilité et en les liant à la section « Notes et références ».

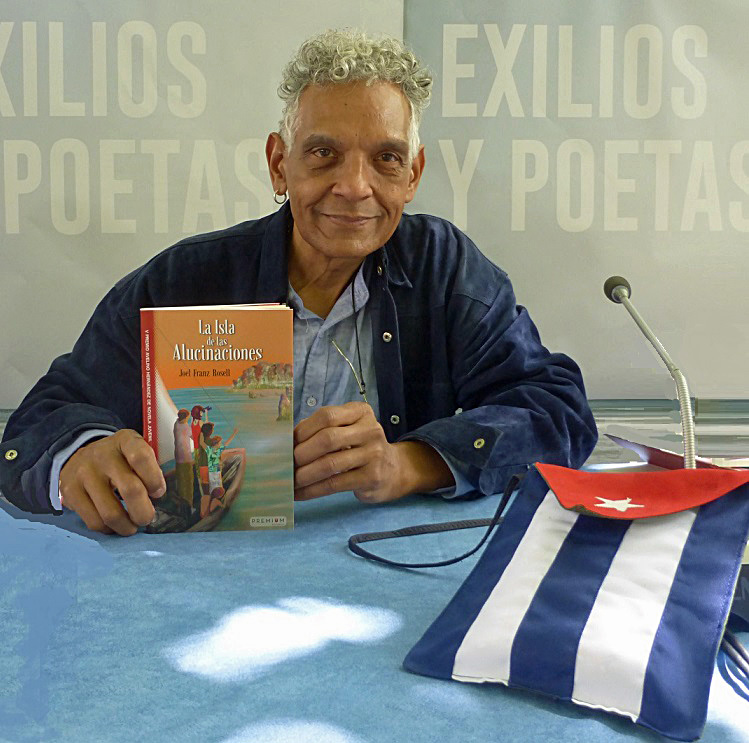
Joel Franz Rosell presenta su novela juvenil La Isla de las Alucinaciones en Soria, agosto 2017

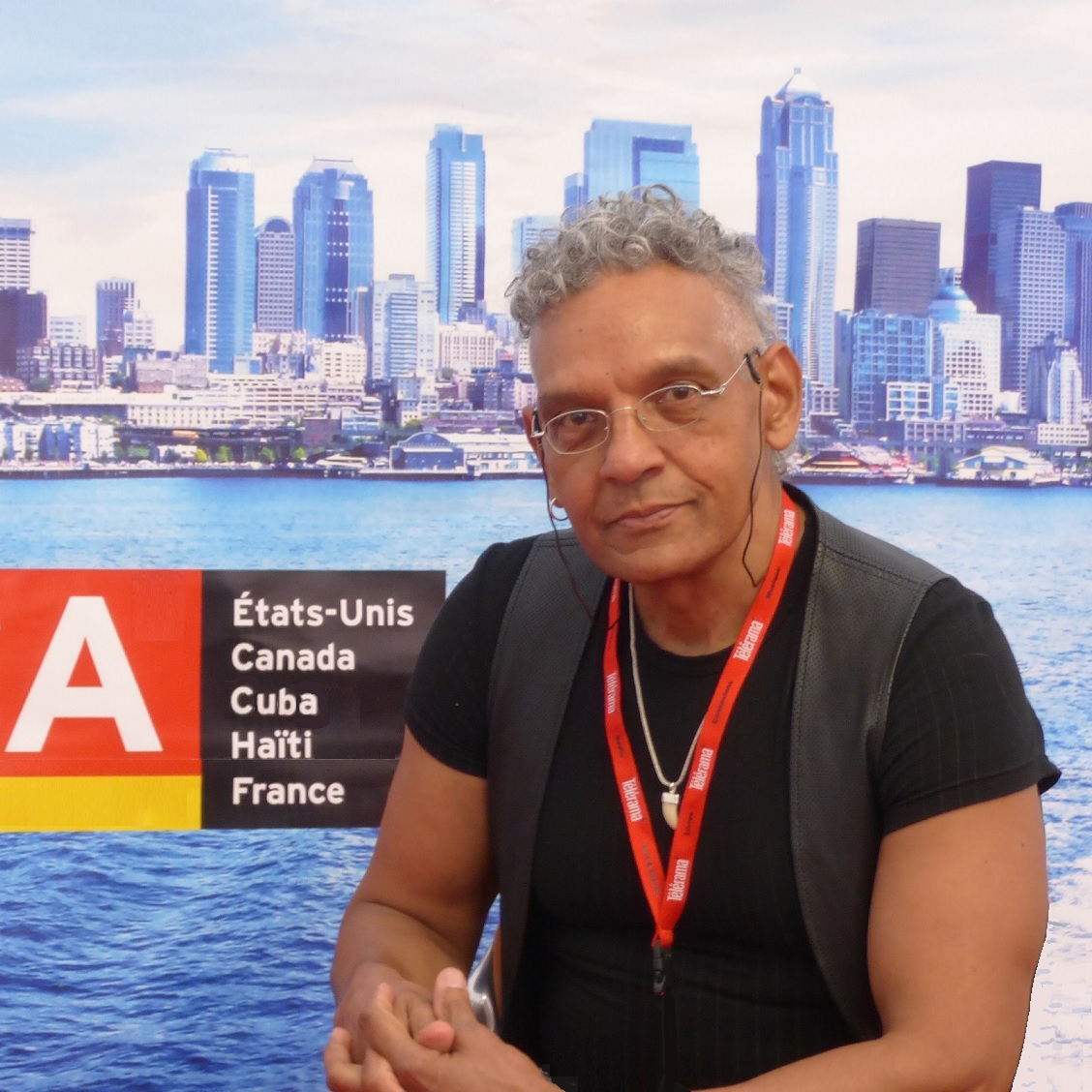
Joel Franz Rosell au Festival America. Vincennes, 2016

Joel Franz Rosell, né à Cienfuegos (Cuba), en 1954, est un auteur, illustrateur et animateur littéraire cubain.

## Biographie
Né à Cuba en 1954, il obtient une maîtrise en Langue et littératures hispano-américaines à l'Université Centrale de Las Villas (Cuba, 1979) et commence à travailler comme animateur littéraire à Santa Clara puis à Santiago de Cuba et à La Havane. Il commence à publier en 1974, obtient son premier prix littéraire d'importance au Encuentro Nacional de Talleres Literarios (rencontre national d'auteurs en herbe) en 1979[Lequel ?] et publie son premier livre en 1983. Pendant ces années il a aussi travaillé brièvement comme enseignant et surtout comme bibliothécaire, comme journaliste culturel et comme auteur de feuilletons à Radio Progreso (La Havane). 
En 1989 il s'installe au Brésil puis au Danemark. En 1994 il commence son premier séjour en France et obtient la nationalité française. Il est diplômé d'un master en Littérature hispano-américaine par l'Université de la Sorbonne (1997) et l'année suivant publie son premier livre français.  Il travaille comme journaliste à Radio France Internationale et comme professeur à l’Université de Marne-la-Vallée. En 2000 il part pour quatre ans en Argentine. À son retour en France, il s’installe à Paris et se consacre à l’écriture, l’illustration et les animations littéraires.https://www.lanouvellerepublique.fr/loir-et-cher/commune/saint-amand-longpre/un-ecrivain-cubain-au-college
Auteur d'une trentaine de livres pour la jeunesse, son œuvre est essentiellement publiée en Espagne, à Cuba, en Argentine, en Colombie, au Mexique et en France, dont certains ont été traduits en anglais, basque, catalan, chinois, coréen, galicien, italien, japonais, portugais. Il est à ce jour le seul auteur cubain pour la jeunesse publié en France (douze livres dont certains sont parus en français avant de connaître une édition dans sa langue maternelle). Il a développé une activité de recherche, réflexion et critique du livre pour la jeunesse présentant des conférences dans différents congrès internationaux en Europe et Amérique Latine. Il a publié un essai et près de 200 articles dans des périodiques et sites web d’Europe, d’Amérique Latine, des États-Unis et de Chine. Il a illustré dix de ses livres, publiés en France, Cuba, l'Espagne et la Colombie. 
Son travail a été reconnu par des nombreux prix à Cuba, l'Espagne, la France, l'Allemagne, l'Argentine; le Venezuela.  
Depuis le milieu des années 70 il coordonne des ateliers d’écriture pour enfants et adultes et il a développé des stratégies de promotion de la lecture y compris en langue étrangère.

## Œuvres

### En langue française
- Les aventuriers du cerf-volant, Paris, Hachette, 1998. Roman fantastique
- Cuba, destination trésor, Paris, Hachette, 2000. Roman d'aventure contemporaine
- Malicia Horribla Pouah, la pire des sorcières, Paris, Hachette, 2001. Roman fantastique
- La légende de Taïta Osongo, Cayenne, Ibis Rouge, 2004. Saint-Denis de La Réunion; 2017. Roman fantastique et historique.
- La chanson du château de sable, Cayenne, Ibis Rouge, 2007. Illustrations de l'auteur. Histoire.
- L’oiseau-lire, Paris, Belin, 2009. Conte d'auteur.
- Petit Chat  Noir a peur du soir, Paris, Bayard, 2011. Album
- Petit Chat et le ballon, Amboise, HongFei Cultures, 2016. Album
- Petit Chat et les vacances, Amboise, HongFei Cultures, 2016. Album
- Petit Chat et la neige, Amboise, HongFei Cultures, 2016. Album
- La légende de Taïta Osongo, nouvelle version avec illustrations de l'auteur. Saint-Denis de La Réunion, 2017. Roman fantastique et historique.
- Le chemin de la forêt, Paris, 2023. Illustrations de l'auteur. Conte d'auteur.

### En langue espagnole (sélection)
- El secreto del colmillo colgante, La Havane, Gente Nueva, 1983. Polar jeunesse.
- Los cuentos del mago y el mago del cuento, Ediciones de la Torre, Madrid, 1994. Histoires. Traduit en portugais.
- Aventuras de Rosa de los Vientos y Juan Perico el de los Palotes, Santa Clara. Capiro, 1996; Barcelona. El Arca, 1996; Buenos Aires. Alfaguara, 2004. Roman fantastique. Traduit en français (Hachette, 1998).
- Vuela, Ertico, vuela, Ediciones SM. Madrid, 1997. Roman pour enfants.
- La literatura infantil: un oficio de centauros y sirenas, Buenos Aires. Lugar Editorial, 2001. Essai.
- La Nube, Buenos Aires. Sudamericana, 2001. Album.
- La tremenda bruja de La Habana Vieja, Barcelone, Edebé, 2001. Roman fantastique. Traduit en français (Hachette, 2001).
- Mi tesoro te espera en Cuba, Buenos Aires, Sudamericana, 2002; Madrid. Edelvives, 2008; Verbum, 2023. Roman sur le Cuba actuel. Traduit en français (Hachette, 2000).
- La lechuza me contó, Mexico, Editorial Progreso, 2004 (versión original: De los primeros lejanos tiempos la lechuza me contó. Santiago de Cuba. Editorial Oriente, 1987). Fables écologiques.
- El pájaro libro, Madrid, Ediciones SM, 2002. Album. Traduit en français (Belin, 2009).
- Javi y los leones, Madrid, Edelvives, 2003. Album.
- Pájaros en la cabeza, Pontevedra, Kalandraka, 2004. Conte. Editions en galicien, portugais, coréen.
- La leyenda de taita Osongo, Mexico, Fondo de Cultura Económica, 2006. Roman sur l’esclavage. Éditions à Cuba en 2010 et 2014, ainsi qu'en Argentine (2012, 2015). Traduit en portugais (Bresil, 2007) et en français (Ibis Rouge, 2004).
- La canción del castillo de arena, Bilbao, A Fortiori, 2007. Album. Publié en français (Ibis Rouge, 2007).
- Don Agapito el apenado, Pontevedra, Kalandraka, 2008. Nouvelle.
- Exploradores en el lago, Madrid, Alfaguara, 2009. Roman d’aventure écologique.
- La bruja Pelandruja está malucha, Madrid, Ediciones SM, 2010. Histoires.
- Sopa de sol, Buenos Aires, Tinta Fresca, 2011. Histoires.
- El paraguas amarillo, Pontevedra, Kalandraka, 2012. Album. Éditions en galicien, espagnol et italien.
- Gatito y el balón, Pontevedra, Kalandraka, 2012. Album. Éditions en anglais, basque, coréen, galicien, catalan, espagnol, italien, portugais.
- Gatito y la nieve, Pontevedra, Kalandraka, 2012. Album. Éditions en anglais, basque, galicien, catalan, espagnol, portugais.
- El secreto del colmillo dorado, Bogota, Libros & Libros, 2013. Polar jeunesse.
- Concierto n°7 para violín y brujas, Mexico, Fondo de Cultura Económica, 2013; Editorial Cauce. Pinar del Río, Cuba, 2014.
- Había una vez un espantapájaros, Bogota, Hillmann, 2014. Album.
- Gatito y las vacaciones, Pontevedra, Kalandraka, 2015. Album. Éditions en anglais, basque, galicien, catalan, espagnol, portugais.
- María es pintora, Mexico, Editorial 3 Abejas. Album.
- Taita Osongo: el camino del monte. La Habana. Gente Nueva, 2016. Album. Illustrations de l’auteur.
- Tito y el misterioso Amicus. México. Fondo de Cultura Económica, 2017. Roman jeunesse.
- La Isla de las Alucinaciones. Sevilla. Premium, 2017. Prix Avelino Hernandez de roman pour la jeunesse.
- Aventuras de Sheila Jólmez, por el docto Juancho. Santa Clara (Cuba). Capiro, 2017. Polar jeunesse.
- Los aventureros de la cometa. Bogota. Panamericana, 2020. Roman jeunesse.
- El plátano aventurero. Barcelona. Edebé, 2021. Album.
- Dani y el dinosaurio. Barcelona. Edebé, 2023. Album.

## Prix (sélection)
- https://www.escritores.org › Biografías

- Prix du conte pour enfants. Encuentro Debate Nacional (1979)
- Prix Heredia de l’Union des écrivains à Santiago de Cuba (1983) : La leyenda del algarrobo y la orquídea (première version de La légende de Taïta Osongo)
- Prix de la Ville de Cherbourg-Octeville, 2001 : Cuba, destination trésor
- Distinction The White Ravens. Bibliothèque Internationale de la Jeunesse, Munich
  - 1997: Las aventuras de Rosa de los Vientos y Perico el de los Palotes.
  - 2006: Pájaros en la cabeza.
- Prix La Rosa Blanca aux meilleurs livres pour la jeunesse d’auteur cubain en 1995, 1996,1997, 2001, 2002, 2003, 2004, 2016.
- Prix de roman pour la jeunesse Avelino Hernández. Soria. Espagne, 2017